# 哈斯科沃市鎮

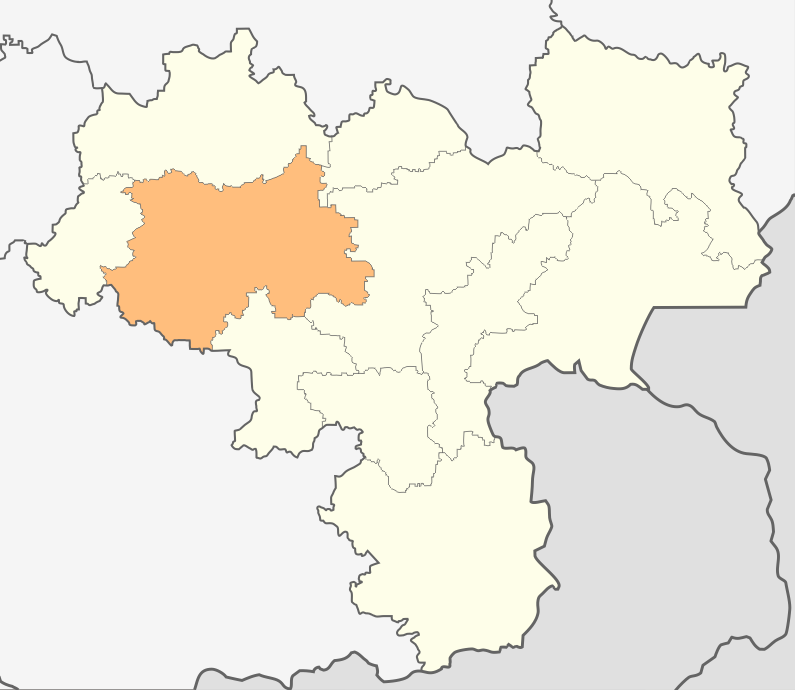

哈斯科沃市是保加利亞的城鎮，位於該國南部，由哈斯科沃州負責管轄，首府設於哈斯科沃，面積740平方公里，2011年人口94,156，人口密度每平方公里127.27人。
41°56′N 25°34′E / 41.933°N 25.567°E